# Portland (condado de Monroe, Wisconsin)
Portland es un pueblo ubicado en el condado de Monroe en el estado estadounidense de Wisconsin. En el Censo de 2010 tenía una población de 808 habitantes y una densidad poblacional de 8,75 personas por km².

## Geografía
Portland se encuentra ubicado en las coordenadas 43°47′7″N 90°49′41″O / 43.78528, -90.82806. Según la Oficina del Censo de los Estados Unidos, Portland tiene una superficie total de 92.33 km², de la cual 92.31 km² corresponden a tierra firme y (0.02%) 0.02 km² es agua.

## Demografía
Según el censo de 2010, había 808 personas residiendo en Portland. La densidad de población era de 8,75 hab./km². De los 808 habitantes, Portland estaba compuesto por el 95.67% blancos, el 0% eran afroamericanos, el 0.12% eran amerindios, el 0.12% eran asiáticos, el 0% eran isleños del Pacífico, el 2.97% eran de otras razas y el 1.11% pertenecían a dos o más razas. Del total de la población el 3.71% eran hispanos o latinos de cualquier raza.